# Va e vieni (Beckett)
Va e vieni è un breve dramma teatrale di Samuel Beckett del 1965, scritto in inglese (Come and Go, con il sottotitolo di Dramaticule) e pubblicato da John Calder (al quale è dedicato) nel 1967. La versione d'autore in francese uscì per Éditions de Minuit nel 1966 (con il titolo Va-et-vient in Comédie et actes divers). Del dramma esistono diversi manoscritti, sempre con le tre donne protagoniste (in un manoscritto chiamate Viola, Rose e Poppy), ma con conversazioni variabili. La prima mondiale fu fatta in versione tedesca (tradotto da Erika ed Elmar Tophoven come Kommen und Gehen) allo Schiller Theater di Berlino il 14 gennaio 1966 per la regia di Deryk Mendel. La prima francese fu all'Odéon di Parigi lo stesso anno, per la regia dell'autore.

## Trama
Su una panchina, tre donne di età indefinibile e con cappotti lunghi e abbottonati di colore smorto, Flo, Vi e Ru, stanno sedute, circondate dal buio. Le tre chiacchierano, chiedendo spesso come una ha trovato l'altra (quando una si allontana dalla panchina e l'altra si siede accanto) in una sorta di coreografia dei posti a sedere che cambia continuamente (ognuna occupando a un certo punto la posizione centrale e conoscendo di conseguenza i segreti delle altre due).

## Edizioni
- Samuel Beckett, Come and Go, Calder and Boyars, London 1967
- Samuel Beckett, Va-et-vient, in Comédie et actes divers, Éditions de Minuit, Paris 1966
- Samuel Beckett, Come and Go, in Cascando and Other Short Dramatic Pieces, Grove Press, New York 1968
- Samuel Beckett, Va e vieni, trad. Carlo Fruttero, in Teatro, Einaudi, Torino 1968, pp. 307–15; poi in Teatro completo, Einaudi-Gallimard, Torino 1999, pp. 407–13.